# بول دي هان
بول دي هان (بالهولندية: Poul de Haan)‏ هو مجدف هولندي، ولد في 5 أكتوبر 1947 في دلفت في هولندا.

## وصلات خارجية
- بول دي هان على موقع الاتحاد الدولي للتجديف (الإنجليزية)